# UTC−03:00

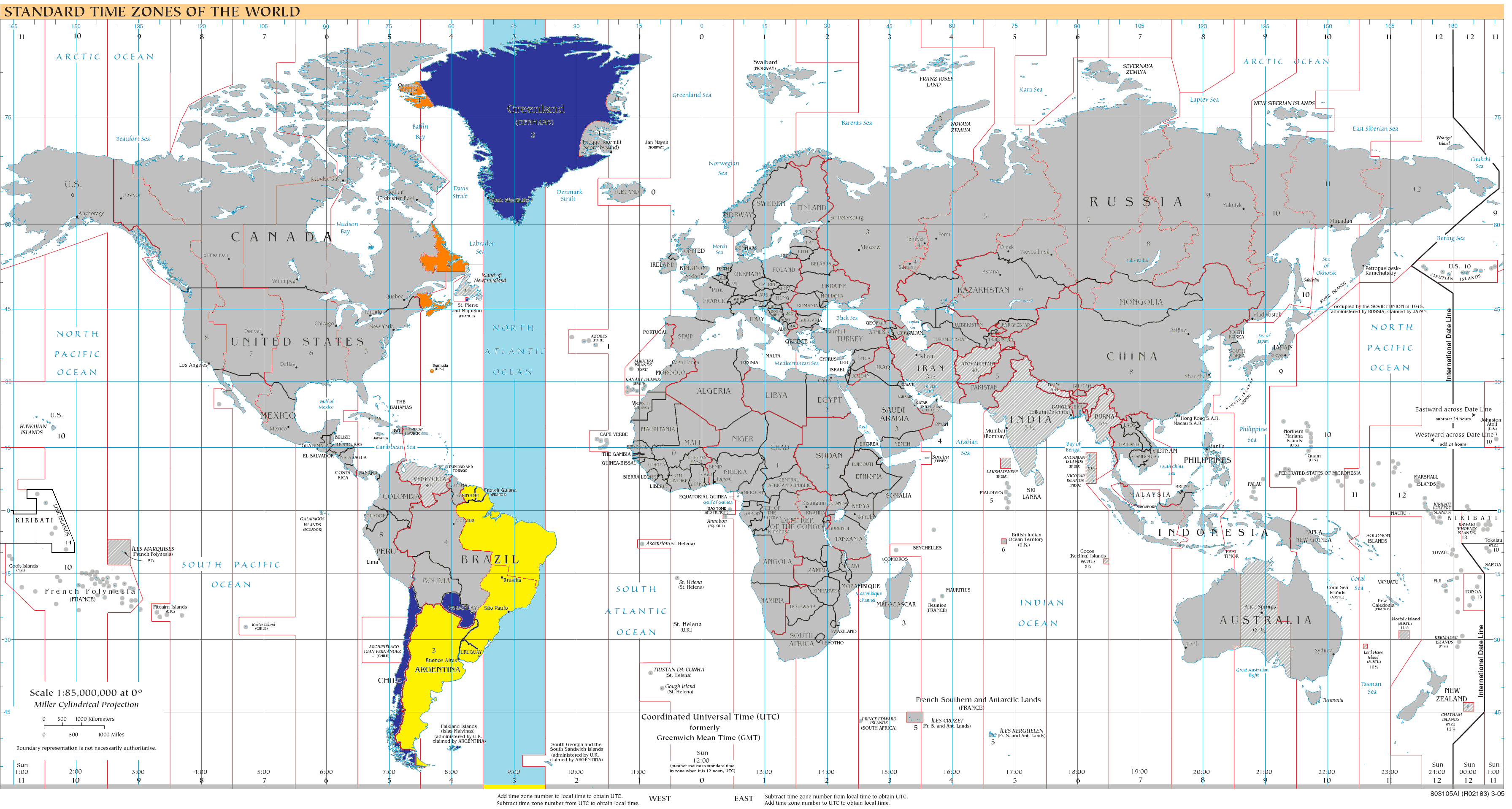
území, kde čas UTC-03:00 platí celoročně
území, kde čas UTC-03:00 platí sezónně v zimním období
území, kde čas UTC-03:00 platí sezónně v letním období
území, kde čas UTC-03:00 neplatí
mořské plochy spadající do pásma UTC-03:00
mořské plochy nespadající do pásma UTC-03:00
Poznámka: Stav k roku 2008

UTC-03:00 je zkratka a identifikátor časového posunu o -3 hodiny oproti koordinovanému světovému času. Tato zkratka je všeobecně užívána.
Existují i jiné zápisy se stejným významem:
- UTC-3 — zjednodušený zápis odvozený od základního[1]
- P — jednopísmenné označení používané námořníky, které lze pomocí hláskovací tabulky převést na jednoslovný název (Papa).[2]

Zkratka se často chápe ve významu časového pásma s tímto časovým posunem. Odpovídajícím řídícím poledníkem je pro tento čas 45° západní délky, čemuž odpovídá teoretický rozsah pásma mezi 37°30′ a 52°30′ západní délky.

## Jiná pojmenování
| zkratka | česky                | anglicky                        | poznámka                                                        | odkaz  |
| ADT     | atlantický letní čas | Atlantic Daylight Time          | viz časová pásma v Kanadě a časová pásma ve Spojeném království | [ 4 ]  |
| AMST    | -                    | Amazon Summer Time              | neaplikuje se                                                   | [ 5 ]  |
| ART     | -                    | Argentina Time                  |                                                                 | [ 6 ]  |
| BRT     | čas Brasílie         | Brasília Time                   | viz časová pásma v Brazílii                                     | [ 7 ]  |
| CLST    | -                    | Chile Summer Time               | viz časová pásma v Chile                                        | [ 8 ]  |
| FKST    | -                    | Falkland Islands Summer Time    | viz časová pásma ve Spojeném království                         | [ 9 ]  |
| GFT     | -                    | French Guiana Time              | viz časová pásma ve Francii                                     | [ 10 ] |
| PMST    | -                    | Pierre & Miquelon Standard Time | viz časová pásma ve Francii                                     | [ 11 ] |
| PYT     | -                    | Paraguay Time                   |                                                                 | [ 12 ] |
| ROTT    | -                    | Rothera Time                    | neaplikuje se                                                   | [ 13 ] |
| SRT     | -                    | Suriname Time                   |                                                                 | [ 14 ] |
| UYT     | -                    | Uruguay Time                    |                                                                 | [ 15 ] |
| WARST   | -                    | Western Argentine Summer Time   | neaplikuje se                                                   | [ 16 ] |

## Úředně stanovený čas

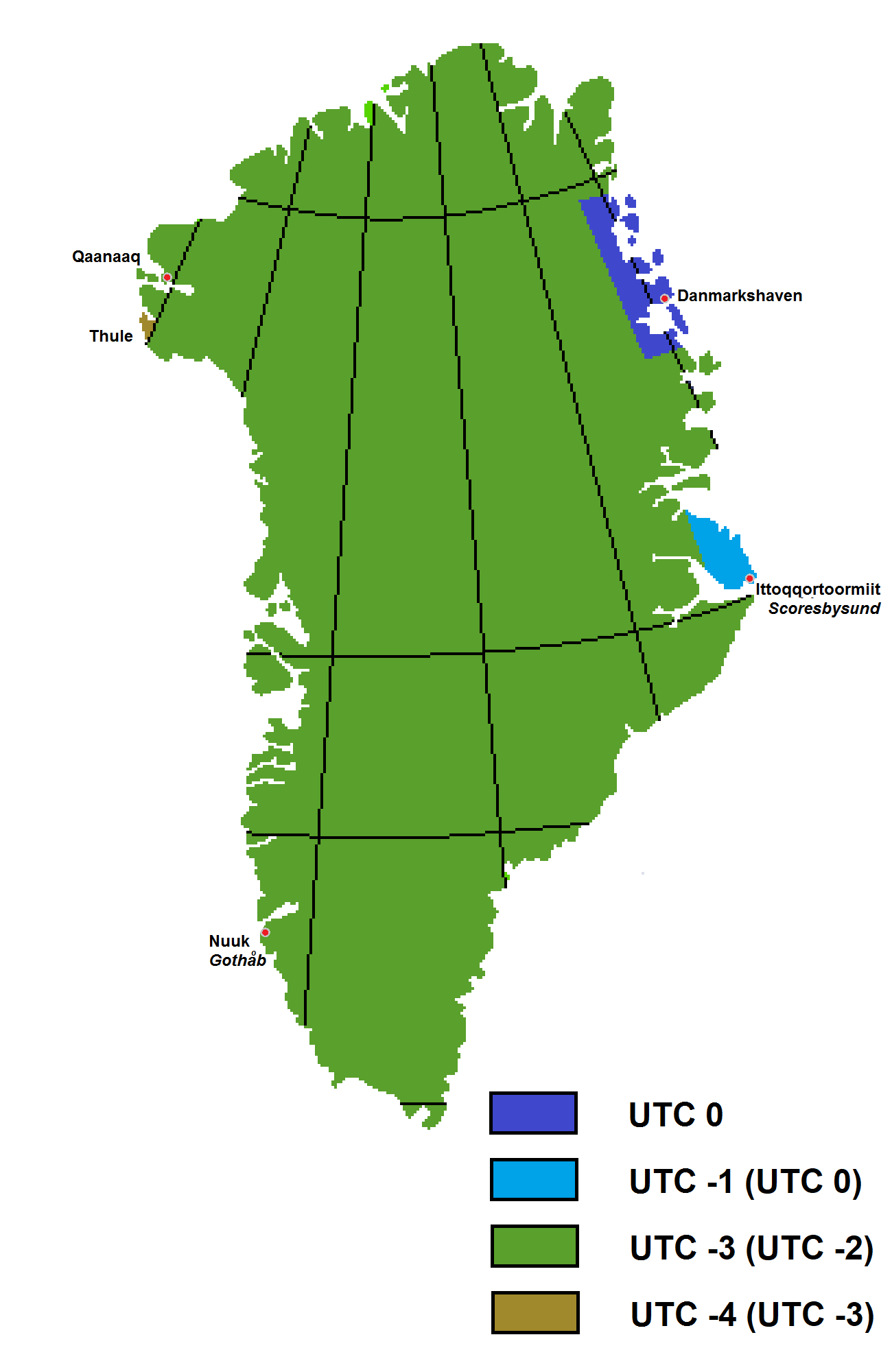
Standardní časová pásma v Grónsku

Čas UTC−03:00 je používán na následujících územích, přičemž standardním časem se míní čas definovaný na daném území jako základní, od jehož definice se odvíjí sezónní změna času.

### Celoročně platný čas
- Argentina — standardní čas platný v tomto státě
- Brazílie — standardní čas platný na části území
- Falklandy (Spojené království) — standardní čas platný na tomto území
- Francouzská Guyana (Francie) — standardní čas platný na tomto území
- Chile — standardní čas platný na části území (Magallanes a Chilská Antarktida)
- Surinam — standardní čas platný v tomto státě
- Uruguay — standardní čas platný v tomto státě
- Paraguay — standardní čas platný v tomto státě

### Sezónně platný čas
- Bermudy (Spojené království) — letní čas platný[p 6] na tomto území posunutý o hodinu oproti standardnímu času
- Chile — standardní čas platný[p 7] na většině území
- Grónsko (Dánsko) — letní čas platný[p 6] na části území (Pituffik a letecká základna Thule[p 8]) posunutý o hodinu oproti standardnímu času
- Kanada — letní čas platný[p 6] na části území (Nové Skotsko, Nový Brunšvik, Ostrov Prince Edwarda a částečně Québec[p 9]) posunutý o hodinu oproti standardnímu času
- Saint Pierre a Miquelon (Francie) — standardní čas platný[p 6] na tomto území

## Neoficiální čas
Některé obce v Brazílii dodržují UTC−03:00 místo oficiálního UTC−04:00. Jedná se obce kolem města Barra do Garças na východě státu Mato Grosso a obce mezi městy Bataguassu a Três Lagoas na východě státu Mato Grosso do Sul. Důvodem jsou silné socioekonomické a kulturní vztahy s blízkými obcemi v sousedních státech Goiás a São Paulo.
V Kanadě se kromě zákonem stanovených území užívá tento čas na větší části poloostrova Labrador patřící provincii Newfoundland a Labrador, a to jen v letním období namísto úředně stanoveného času UTC−02:30.